# Lista kolonii brytyjskich

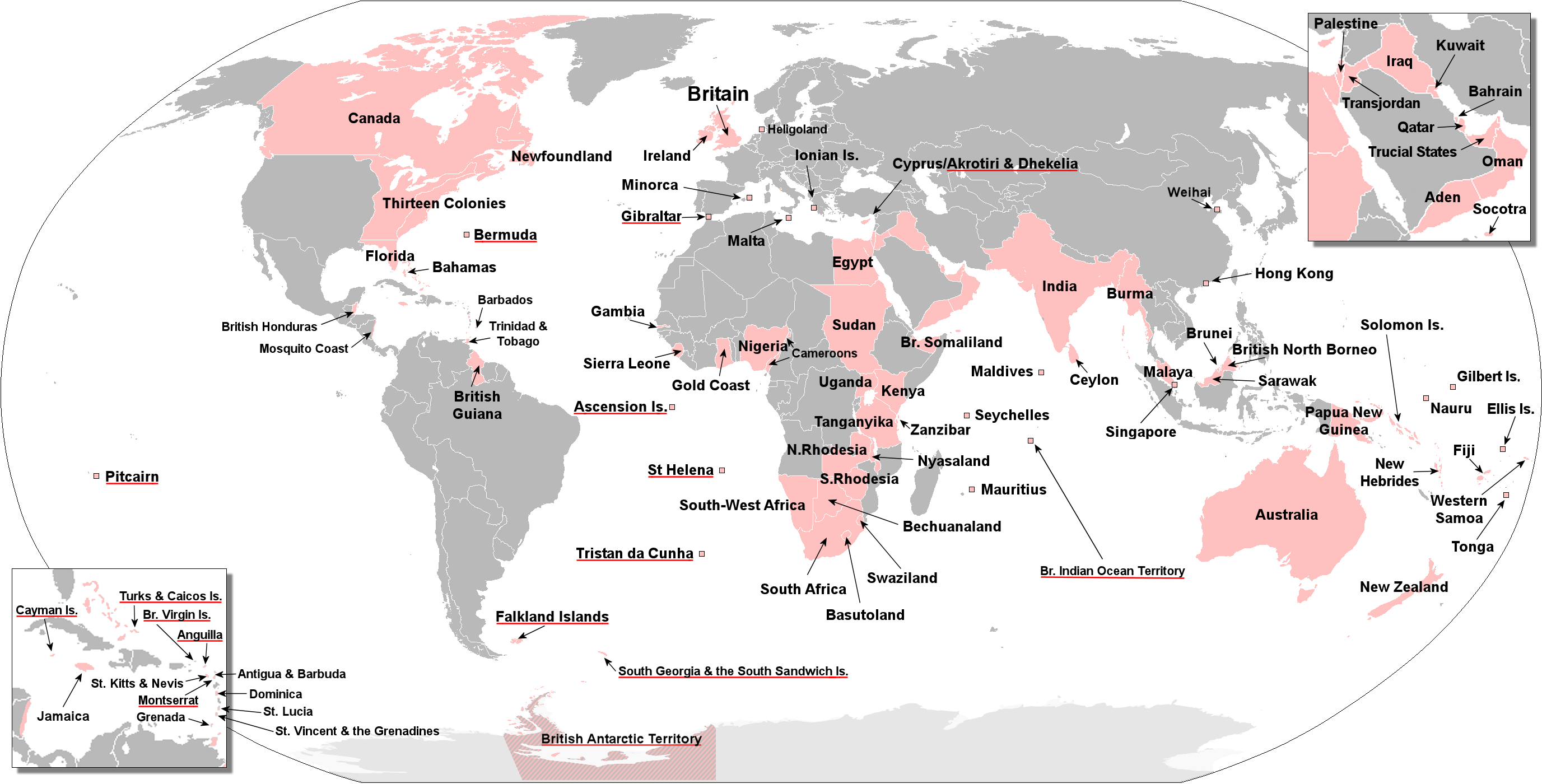
Mapa przedstawiająca brytyjskie kolonie, protektoraty i dominia przez cały okres istnienia imperium

Poniższa lista przedstawia brytyjskie kolonie, protektoraty, dominia oraz pozostałe terytoria zależne imperium brytyjskiego.
Wśród terytoriów należących do Wielkiej Brytanii można wyróżnić:
- Zjednoczone Królestwo (od 1801) – Anglia, Walia, Szkocja oraz Irlandia (od 1922 Irlandia Północna).
- Dependencje korony brytyjskiej – Wyspa Man, Jersey i Guernsey (Wyspy Normandzkie). Rząd brytyjski jest odpowiedzialny za ich obronność oraz politykę zagraniczną. Każde z tych terytoriów posiada własne prawo oraz instytucje polityczne.
- Kolonie – były terytoriami, które miały być miejscem trwałego zamieszkania osadników. Korona brytyjska miała nad nimi pełna kontrolę, chociaż nie były częścią Zjednoczonego Królestwa. W koloniach obowiązywało prawo brytyjskie oraz wszelkie uchwały parlamentarne. Przedstawicielem monarchy brytyjskiego zazwyczaj był gubernator mianowany przez rząd w Londynie. Z czasem, w niektórych koloniach utworzono lokalny rząd. Wśród kolonii brytyjskich wyróżnia się trzy rodzaje:
  - Kolonie nadawane konkretnym osobom; XVI–XVII wiek.
  - Kolonie administrowane przez kompanie handlowe (np. Brytyjską Kompanię Wschodnioindyjską); XVIII-XX wiek.
  - Kolonie korony brytyjskiej.
- Protektoraty – były terytoriami posiadającymi własny rząd, znajdującymi się pod zwierzchnictwem Wielkiej Brytanii. Władze brytyjskie odpowiadały m.in. za politykę zagraniczną oraz gospodarczą tych państw. Protektoraty ustanawiano zazwyczaj w celu ograniczenia wpływów innych imperiów kolonialnych oraz chronienia brytyjskich interesów na danym terenie.
- Dominia – są to byłe kolonie lub federacje kolonii, które uzyskały niepodległość, zachowując monarchę brytyjskiego, jako głowę państwa i ściśle współpracując ze Zjednoczonym Królestwem. Formalne potwierdzenie statusu dominiów zapisane jest w Statucie Westminsterskim z 1931 roku.
- Terytoria mandatowe – dawne niemieckie oraz tureckie kolonie i protektoraty, przyznane po I wojnie światowej Wielkiej Brytanii oraz państwom Wspólnoty Narodów, którymi miały zarządzać w imieniu Ligi Narodów z korzyścią dla mieszkańców. Większość z nich w 1946 roku przekształcono w terytoria powiernicze ONZ.

## Obecne terytoria zależne
W ciągu 20 lat od uzyskania niepodległości przez Indie w 1947 roku, większość terytoriów zależnych Wielkiej Brytanii uzyskało niepodległość. Aktualnie jedynie czternaście terytoriów na świecie (od 2002 roku znanych jako brytyjskie terytoria zamorskie) pozostaje pod brytyjskim zwierzchnictwem. Większość z nich to małe wyspy z niewielką liczbą ludności.
- Anguilla
- Bermudy
- Brytyjskie Terytorium Antarktyczne
- Brytyjskie Wyspy Dziewicze
- Kajmany
- Falklandy (sporne z Argentyną)
- Gibraltar (sporne z Hiszpanią)
- Montserrat
- Pitcairn
- Wyspa Świętej Heleny, Wyspa Wniebowstąpienia i Tristan da Cunha
- Georgia Południowa i Sandwich Południowy
- Turks i Caicos
- Akrotiri (sporne z Cyprem)
- Dhekelia (sporne z Cyprem)

## Brytyjska Wspólnota Narodów

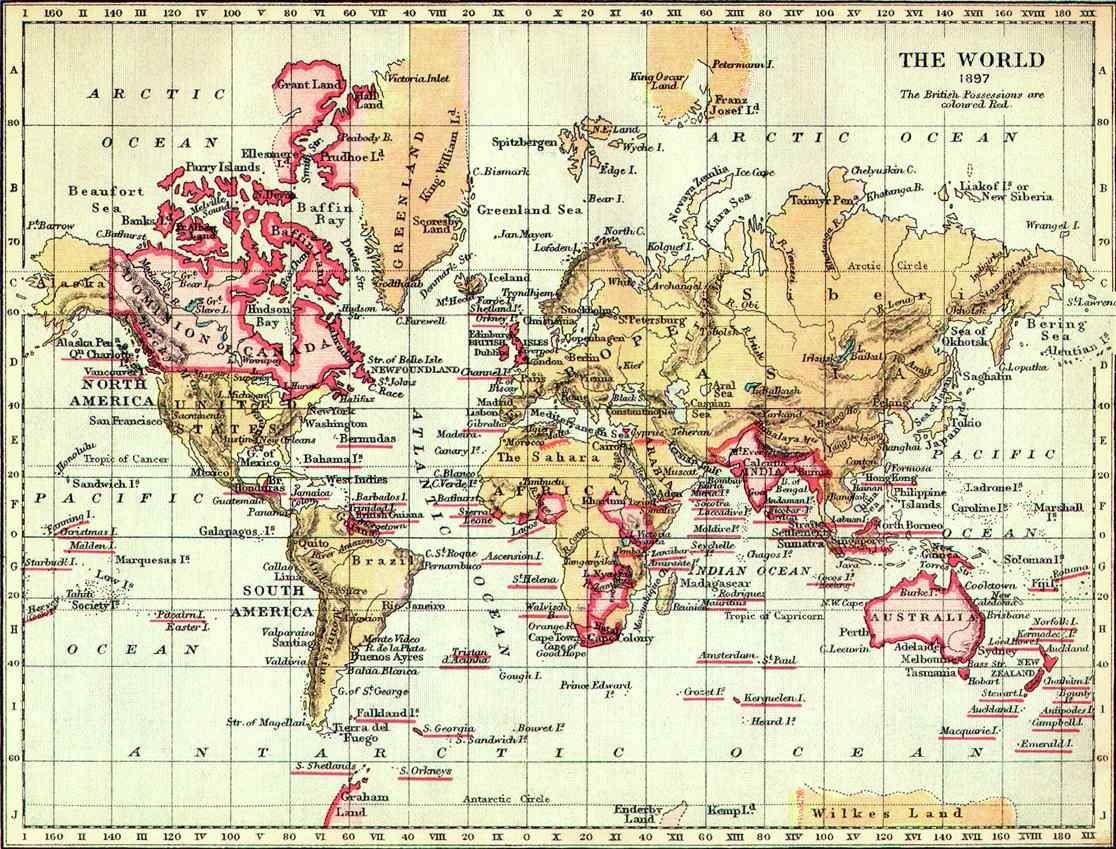
Imperium Brytyjskie w 1897 roku

Większość byłych terytoriów Imperium Brytyjskiego należy do Brytyjskiej Wspólnoty Narodów, która powstała w 1931 roku wraz z przyjęciem Statutu Westminsterskiego. W szesnastu państwach należących do wspólnoty (w tym w Wielkiej Brytanii) głową państwa jest Karol III.

## Irlandia
Po trwającej osiemnaście miesięcy irlandzkiej wojnie o niepodległość w latach 1919–1921, południowa część Irlandii uzyskała niepodległość jako dominium brytyjskie pod nazwą Wolne Państwo Irlandzkie. Ostateczne zerwanie więzów z Wielką Brytanią miało miejsce w 1949 roku, gdy Irlandia została republiką. Natomiast Irlandia Północna nadal należy do Zjednoczonego Królestwa.

## Hanower
W latach 1714–1837 na tronie brytyjskim zasiadali elektorzy (z czasem królowie) Hanoweru, państwa w północno-zachodnich Niemczech. Była to jedynie unia personalna, a Hanower nie był uważany za część imperium.

## Lista kolonii, protektoratów i dominiów
Lista nie uwzględnia terytoriów okupowanych przez Wielką Brytanię. W nawiasach podano współczesne nazwy terytoriów.

### Europa
- Anglia
  - X wiek – utworzenie królestwa
  - 1536 – włączenie Walii
  - 1603–1649 – unia personalna ze Szkocją
  - 1649–1660 – republika
  - 1660–1707 – unia personalna ze Szkocją
  - 1707 – unia ze Szkocją; utworzenie Wielkiej Brytanii
- Wielka Brytania
  - 1707 – utworzona ze zjednoczonej Anglii i Szkocji
  - 1801 – unia z Irlandią; utworzenie Zjednoczonego Królestwa Wielkiej Brytanii i Irlandii
- Zjednoczone Królestwo
  - 1801 – utworzone ze zjednoczonej Wielkiej Brytanii i Irlandii
  - 1922 – secesja Wolnego Państwa Irlandzkiego
  - 1927 – zmiana nazwy ze Zjednoczonego Królestwa Wielkiej Brytanii i Irlandii na Zjednoczone Królestwo Wielkiej Brytanii i Irlandii Północnej
- Irlandia
  - 1172–1541 – częściowo podbita przez Anglię
  - 1541–1800 – królestwo podporządkowane Anglii
  - 1801 – unia z Wielką Brytanią; utworzenie Zjednoczonego Królestwa Wielkiej Brytanii i Irlandii
  - 1922 – utworzenie Wolnego Państwa Irlandzkiego
  - 1937 – zerwanie więzi między Wolnym Państwem Irlandzkim a Wielką Brytanią i zmiana nazwy na Irlandię
  - 1949 – republika; opuszczenie Wspólnoty Narodów
- Irlandia Północna
  - 1921- – prowincja Zjednoczonego Królestwa
- Szkocja
  - IX wiek – utworzenie królestwa
  - 1603–1649 – unia personalna z Anglią
  - 1653–1660 – włączona do republiki
  - 1660–1707 – unia personalna z Anglią
  - 1707 – unia z Anglią; utworzenie Wielkiej Brytanii
  - 1999- – autonomia
- Walia
  - 1282–1301 – podporządkowana Anglii
  - 1301–1536 – księstwo podporządkowane Anglii
  - 1536–1999 – unia z Anglią
  - 1999- – autonomia
- Akrotiri i Dhekelia
  - 1960–1983 – kolonie
  - 1983–2002 – terytoria zależne
  - 2002- – brytyjskie terytoria zamorskie
- Alderney
  - 1204–1279 – lenno
  - 1279–1660 – część baliwatu Guernsey
  - 1660–1825 – lenno
  - 1825 – podporządkowane Guernsey
- Calais
  - 1347–1558 – fort
  - 1558 – zdobyte przez Francję
- Cypr
  - 1878–1914 – administracja brytyjska
  - 1914–1925 – aneksja
  - 1925–1960 – kolonia korony
  - 1960 – niepodległość
- Gibraltar
  - 1713–1830 – garnizon
  - 1830–1983 – kolonia korony
  - 1983–2002 – terytorium zależne
  - 2002- – brytyjskie terytorium zamorskie
- Guernsey
  - 1204–1279 – lenno
  - 1279- – baliwat (dependencja korony brytyjskiej)
- Jersey
  - 1204–1279 – lenno podporządkowane Guernsey
  - 1279–1487 – baliwat podporządkowany Guernsey
  - 1487- – baliwat (dependencja korony brytyjskiej)
- Wyspa Man
  - 1333–1594 – lenno
  - 1594–1610 – posiadłość korony brytyjskiej
  - 1610–1649 – lenno
  - 1649–1660 – protektorat
  - 1660–1765 – lenno
  - 1765–1827 – posiadłość korony brytyjskiej
  - 1827- – dependencja korony brytyjskiej
- Helgoland
  - 1814–1890 – kolonia
  - 1890 – włączona do Niemiec
- Wyspy Jońskie
  - 1815–1864 – protektorat
  - 1864 – włączone do Grecji
- Malta
  - 1814–1921 – kolonia korony
  - 1921–1933 – samorządna kolonia
  - 1933–1947 – kolonia korony
  - 1947–1964 – samorządna kolonia
  - 1964 – niepodległość
- Minorka
  - 1714–1756 – kolonia
  - 1798–1802 – kolonia
  - 1802 – zwrócona Hiszpanii

### Afryka
- Basuto (Lesotho)
  - 1868–1871 – protektorat
  - 1871–1884 – włączone do Kolonii Przylądkowej
  - 1884–1965 – kolonia
  - 1965–1966 – samorządna kolonia
  - 1966 – niepodległość jako Lesotho
- Beczuana (Botswana)
  - 1884–1964 – protektorat
  - 1964–1965 – kolonia
  - 1965–1966 – samorządna kolonia
  - 1966 – niepodległość jako Botswana
- Brytyjska Afryka Zachodnia
- Gambia
  - 1816–1965 – kolonia korony
  - 1965 – niepodległość
- Sierra Leone
  - 1808–1896 – kolonia
  - 1896–1961 – protektorat
  - 1961 – niepodległość
- Złote Wybrzeże (Ghana)
  - 1874–1957 – kolonia
  - 1957 – niepodległość jako Ghana
- Togo Brytyjskie
  - 1916–1945 – terytorium mandatowe Ligi Narodów
  - 1945–1956 – terytorium powiernicze ONZ
  - 1956 – włączone do Złotego Wybrzeża
- Zatoka Beninu
  - 1852–1891 – protektorat
  - 1891 – włączenie do Protektoratu Południowej Nigerii
- Zatoka Biafra
  - 1849–1891 – protektorat
  - 1891 – włączenie do Protektoratu Południowej Nigerii
- Protektorat Lagos
  - 1887–1906 – protektorat
  - 1906 – włączony do Protektoratu Południowej Nigerii
- Kolonia Południowej Nigerii
  - 1906–1913 – kolonia
  - 1913 – zmiana nazwy na Kolonię Nigerii
- Kolonia Nigerii
  - 1913–1954 – kolonia
  - 1954 – połączona z Protektoratem Nigerii w Federację Nigerii
- Protektorat Południowej Nigerii
  - 1891–1913 – protektorat
  - 1914 – połączony z Protektoratem Północnej Nigerii w Protektorat Nigerii
- Protektorat Nigerii
  - 1914–1954 – protektorat
  - 1954 – połączany z Kolonią Nigerii w Federację Nigerii
- Federacja Nigerii (Nigeria)
  - 1954–1960 – federacja autonomiczna utworzona z kolonii i protektoratu Nigerii
  - 1960 – niepodległość
- Dystrykt Nigru
  - 1885–1899 – protektorat zarządzany przez Królewską Kompanię Nigru
  - 1900 – włączony do Północnej Nigerii
- Delta Nigru
  - 1886–1899 – protektorat zarządzany przez Królewską Kompanię Nigru
  - 1900 – włączony do Południowej Nigerii
- Protektorat Północnej Nigerii
  - 1900–1913 – protektorat
  - 1914 – połączona z Protektoratem Południowej Nigerii w Protektorat Nigerii
- Kamerun Brytyjski
  - 1919–1946 – terytorium mandatowe Ligi Narodów
  - 1946–1961 – terytorium powiernicze ONZ
  - 1961 – część północna włączona do Nigerii, południowa do Kamerunu
- Brytyjska Afryka Wschodnia (Kenia)
  - 1888–1895 terytorium dzierżawione przez Brytyjską Imperialną Kompanię Wschodnioafrykańską od sułtana Zanzibaru
  - 1895–1920 – protektorat
  - 1920 – podzielona na kolonię i protektorat Kenii
- Kenia
  - 1920–1963 – kolonia/protektorat
  - 1963 – niepodległość
- Uganda
  - 1893–1905 – protektorat
  - 1905–1962 – kolonia
  - 1962 – niepodległość
- Tanganika (Tanzania)
  - 1922–1946 – terytorium mandatowe Ligi Narodów
  - 1946–1961 – terytorium powiernicze ONZ
  - 1961 – niepodległość
  - 1964 – połączenie z Zanzibarem w Tanzanię
- Zanzibar
  - 1890–1963 – protektorat
  - 1963 – niepodległość
  - 1964 – połączenie z Tanganiką w Tanzanię
- Somali Brytyjskie (Somaliland)
  - 1884–1960 – protektorat
  - 1960 – niepodległość
- Cyrenajka i Trypolitania (Libia)
  - 1942–1946 – administracja brytyjska
  - 1946–1951 – terytorium powiernicze ONZ
  - 1951 – niepodległość
- Egipt
  - 1882–1914 – kontrola brytyjska
  - 1914–1922 – protektorat
  - 1922 – niepodległość
- Kanał Sueski
  - 1882–1956 – kontrola brytyjska
  - 1956 – przekazany Egiptowi
- Sudan Anglo-Egipski (Sudan)
  - 1899–1956 – kondominium brytyjsko-egipskie
  - 1956 – niepodległość jako Sudan
- Brytyjska Afryka Centralna
  - 1891–1907 – protektorat
  - 1907 – przemianowana na Niasę
- Niasa (Malawi)
  - 1907–1964 – protektorat
  - 1953–1963 – część Federacji Rodezji i Niasy
  - 1964 – niepodległość jako Malawi
- Matabele
  - 1888–1894 – protektorat zarządzany przez Brytyjską Kompanię Południowoafrykańską
  - 1894 – zjednoczone z Maszona w Zambezję Południową
- Maszona
  - 1889–1894 – protektorat zarządzany przez Brytyjską Kompanię Południowoafrykańską
  - 1894 – zjednoczone z Matabele w Zambezję Południową
- Zambezja Południowa
  - 1894–1895 – protektorat zarządzany przez Brytyjską Kompanię Południowoafrykańską
  - 1895 – zjednoczona z Zambezją Północną w Rodezję
- Zambezja Północna
- Rodezja
  - 1895–1901 – protektorat zarządzany przez Brytyjską Kompanię Południowoafrykańską
  - 1901 – przemianowana na Rodezję Południową
- Rodezja Południowa
  - 1901–1923 – protektorat zarządzany przez Brytyjską Kompanię Południowoafrykańską
  - 1923–1953 – samorządna kolonia
  - 1953–1963 – część Federacji Rodezji i Niasy
  - 1964 – przemianowana na Rodezję
- Rodezja Północno-Zachodnia
  - 1891–1911 – protektorat zarządzany przez Brytyjską Kompanię Południowoafrykańską
  - 1911 – połączona z Rodezją Północno-Wschodnią w Rodezję Północną
- Rodezja Północno-Wschodnia
  - 1891–1911 – protektorat zarządzany przez Brytyjską Kompanię Południowoafrykańską
  - 1911 – połączona z Rodezją Północno-Zachodnią w Rodezję Północną
- Rodezja Północna (Zambia)
  - 1911–1924 – protektorat zarządzany przez Brytyjską Kompanię Południowoafrykańską
  - 1924–1953 – samorządna kolonia
  - 1953–1963 – część Federacji Rodezji i Niasy
  - 1964 – niepodległość jako Zambia
- Rodezja
  - 1964–1965 – kolonia korony
  - 1965–1970 – jednostronne ogłoszenie niepodległości, z Elżbietą II jako głową państwa (nieuznawana na arenie międzynarodowej)
  - 1970–1979 – republika (nieuznawana na arenie międzynarodowej)
  - 1979 – powrót do administracji brytyjskiej; zmiana nazwy na Zimbabwe-Rodezja
- Zimbabwe-Rodezja (Zimbabwe)
  - 1979–1980 – kolonia
  - 1980 – niepodległość jako Zimbabwe
- Kolonia Przylądkowa
  - 1806–1910 – kolonia
  - 1910 – włączenie do Związku Południowej Afryki
- Kolonia Rzeki Oranje
  - 1900–1910 – kolonia
  - 1910 – włączenie do Związku Południowej Afryki
- Natal
  - 1856–1910 – kolonia
  - 1910 – włączenie do Związku Południowej Afryki
- Transwal
  - 1877–1881 – kolonia
  - 1881–1900 – niepodległość jako Republika Południowoafrykańska
  - 1900–1906 – kolonia
  - 1906–1910 – samorządna kolonia
  - 1910 – włączenie do Związku Południowej Afryki
- Związek Południowej Afryki (Republika Południowej Afryki)
  - 1910–1961 – dominium
  - 1961 – przekształcone w Republikę Południowej Afryki
- Suazi
  - 1893–1902 – protektorat zarządzany przez Transwal
  - 1902–1967 – protektorat
  - 1967–1968 – autonomia
  - 1968 – niepodległość
- Walvis Bay
  - 1878–1884 – protektorat
  - 1884 – włączony do Kolonii Przylądkowej
- Afryka Południowo-Zachodnia (Namibia)
  - 1920–1945 – terytorium mandatowe Ligi Narodów (administracja ZPA)
  - 1945–1949 – terytorium powiernicze ONZ (administracja ZPA)
  - 1949 – aneksja przez Związek Południowej Afryki
  - 1990 – niepodległość jako Namibia
- Zululand
  - 1887–1897 – kolonia korony
  - 1897 – włączony do Natalu

### Ameryka Północna
- Dominium Kanady (Kanada)
  - 1867 – utworzone z prowincji Kanada, Nowy Brunszwik i Nowa Szkocja
  - 1867- – dominium
- Prowincja Kanada
  - 1841 – utworzenie z Dolnej i Górnej Kanady
  - 1841–1867 – kolonia
  - 1867 – włączona do Dominium Kanady
- Quebec
  - 1763–1791 – kolonia
  - 1791 – podzielony na Górną i Dolną Kanadę
- Dolna Kanada
  - 1791–1841 – kolonia
  - 1841 – połączona z Górną Kanadą w Prowincję Kanady
- Górna Kanada
  - 1791–1841 – kolonia
  - 1841 – połączona z Dolną Kanadą w Prowincję Kanady
- Nowa Szkocja
  - 1621–1632 – kolonia szkocka
  - 1713–1848 – kolonia
  - 1848–1867 – samorządna kolonia
  - 1867 – włączona do Dominium Kanady
- Cape Breton
  - 1784–1820 – kolonia wydzielona z Nowej Szkocji
  - 1820 – ponowne włączenie do Nowej Szkocji
- Nowy Brunszwik
  - 1784 – wydzielony z Nowej Szkocji
  - 1784–1867 – kolonia
  - 1867 – włączony do Dominium Kanady
- Wyspa Księcia Edwarda
  - 1769 – wydzielona z Nowej Szkocji
  - 1769–1873 – kolonia
  - 1873 – włączona do Dominium Kanady
- Nowa Fundlandia
  - 1497–1583 – roszczenia angielskie
  - 1583–1818 – kolonia
  - 1818–1907 – kolonia korony
  - 1907–1934 – dominium
  - 1934–1949 – kolonia korony
  - 1949 – włączenie do Kanady
- Labrador
  - 1763–1774 – część Nowej Fundlandii
  - 1774–1809 – część Quebecu
  - 1809 – włączony do Nowej Fundlandii
- Terytoria Północno-Zachodnie
  - 1859–1870 – kolonia
  - 1870 – włączone do Kanady jako prowincja Terytoria Północno-Zachodnie
- Ziemia Ruperta
  - 1670–1870 – własność Kompanii Zatoki Hudsona
  - 1870 – włączona do Dominium Kanady
- Kolumbia Brytyjska
  - 1851–1871 – kolonia korony
  - 1871 – włączona do Dominium Kanady
- Terytorium Stikine
  - 1862–1863 – kolonia
  - 1863 – włączone do Kolumbii Brytyjskiej
- Vancouver
  - 1849–1866 – kolonia korony
  - 1866 – połączenie z Kolumbią Brytyjską
- Trzynaście kolonii (Stany Zjednoczone)
- Dominium Nowej Anglii
- New Hampshire (New Hampshire, USA)
  - 1691–1776 – kolonia
  - 1776 – ogłoszenie niepodległości jako część Stanów Zjednoczonych
- New Plymouth
  - 1620–1691 – kolonia
  - 1691 – włączone do Massachusetts Bay
- Massachusetts Bay (Massachusetts, USA)
  - 1691–1776 – kolonia korony
  - 1776 – ogłoszenie niepodległości jako część Stanów Zjednoczonych
- Rhode Island i Plantacje Providence (Rhode Island, USA)
  - 1636–1776 – kolonia
  - 1776 – ogłoszenie niepodległości jako część Stanów Zjednoczonych
- New Haven
  - 1637–1662 – kolonia
  - 1662 – włączenie do Connecticut
- Connecticut (Connecticut, USA)
  - 1636–1776 – kolonia
  - 1776 – ogłoszenie niepodległości jako część Stanów Zjednoczonych
- Nowy Jork (Nowy Jork, USA)
  - 1664–1776 – kolonia
  - 1776 – ogłoszenie niepodległości jako część Stanów Zjednoczonych
- New Jersey (New Jersey, USA)
  - 1664–1776 – kolonia
  - 1776 – ogłoszenie niepodległości jako część Stanów Zjednoczonych
- Pensylwania (Pensylwania, USA)
  - 1681–1776 – kolonia
  - 1776 – ogłoszenie niepodległości jako część Stanów Zjednoczonych
- Delaware (Delaware, USA)
  - 1703–1776 – kolonia
  - 1776 – ogłoszenie niepodległości jako część Stanów Zjednoczonych
- Maryland (Maryland, USA)
  - 1632–1776 – kolonia
  - 1776 – ogłoszenie niepodległości jako część Stanów Zjednoczonych
- Wirginia (Wirginia, USA)
  - 1607–1624 – kolonia
  - 1624–1776 – kolonia korony
  - 1776 – ogłoszenie niepodległości jako część Stanów Zjednoczonych
- Karolina
  - 1586–1663 – osada
  - 1663–1712 – kolonia
  - 1712 – podział na Karolinę Południową i Północną
- Karolina Północna (Karolina Północna, USA)
  - 1712–1776 – kolonia
  - 1776 – ogłoszenie niepodległości jako część Stanów Zjednoczonych
- Karolina Południowa (Karolina Południowa, USA)
  - 1712–1776 – kolonia
  - 1776 – ogłoszenie niepodległości jako część Stanów Zjednoczonych
- Georgia (Georgia, USA)
  - 1732–1755 – kolonia
  - 1755–1776 – kolonia korony
  - 1776 – ogłoszenie niepodległości jako część Stanów Zjednoczonych
- Floryda Zachodnia
  - 1763–1781 – kolonia
  - 1781 – zwrócona Hiszpanii
- Floryda Wschodnia (Floryda, USA)
  - 1763–1783 – kolonia
  - 1783 – zwrócona Hiszpanii

### Ameryka ŚrodkowaiKaraiby
- Anguilla
  - 1650–1696 – część kolonii Saint Kitts
  - 1696–1956 – część kolonii Brytyjskie Wyspy Podwietrzne
  - 1956–1967 – część kolonii Saint Christopher-Nevis-Anguilla
  - 1967–1969 – jednostronne ogłoszenie niepodległości
  - 1969–1980 – część kolonii Saint Christopher-Nevis-Anguilla
  - 1980–1983 – samorządna kolonia
  - 1983–2002 – terytorium zależne
  - 2002- – brytyjskie terytorium zamorskie
- Antigua
  - 1632–1671 – kolonia
  - 1671–1816 – część kolonii Brytyjskie Wyspy Podwietrzne
  - 1816–1833 – część kolonii Antigua-Barbuda-Montserrat
  - 1833–1860 – część kolonii Brytyjskie Wyspy Podwietrzne
  - 1860 – połączona z Barbudą w Antiguę i Barbudę
- Barbuda
  - 1628–1632 – kolonia
  - 1632–1671 – dependencja Antigui
  - 1671–1816 – część kolonii Brytyjskie Wyspy Podwietrzne
  - 1816–1833 – część kolonii Antigua-Barbuda-Montserrat
  - 1833–1860 – część kolonii Brytyjskie Wyspy Podwietrzne
  - 1860 – połączona z Antiguą w Antiguę i Barbudę
- Antigua-Barbuda-Montserrat
  - 1816–1833 – kolonia
  - 1833 – rozwiązana
- Antigua i Barbuda
  - 1860–1956 – część kolonii Brytyjskie Wyspy Podwietrzne
  - 1956–1958 – kolonia
  - 1958–1962 – prowincja Federacji Indii Zachodnich
  - 1962–1967 – kolonia
  - 1967–1981 – państwo stowarzyszone
  - 1981 – niepodległość
- Bahamy
  - 1670–1684 – kolonia
  - 1718–1964 – kolonia korony
  - 1964–1969 – samorządna kolonia
  - 1969–1973 – wspólnota
  - 1973 – niepodległość
- Barbados
  - 1624–1627 – roszczenia angielskie
  - 1627–1652 – kolonia
  - 1652–1663 – kolonia
  - 1663–1833 – kolonia korony
  - 1833–1885 – część kolonii Brytyjskie Wyspy Zawietrzne
  - 1885–1958 – kolonia
  - 1958–1962 – prowincja Federacji Indii Zachodnich
  - 1962–1966 – kolonia
  - 1966 – niepodległość
- Wyspy Bahia
  - 1643–1780 – kolonia korony
  - 1780–1860 – kolonia korony podporządkowana Jamajce
  - 1860 – odstąpione Hondurasowi
- Honduras Brytyjski
  - 1665–1840 – osada
  - 1840–1862 – kolonia
  - 1862–1954 – kolonia korony
  - 1954–1964 – autonomia
  - 1964–1973 – samorządna kolonia
  - 1973 – zmiana nazwy na Belize
- Belize
  - 1973–1981 – samorządna kolonia
  - 1981 – niepodległość
- Brytyjskie Wyspy Dziewicze
  - 1672–1713 – część kolonii Brytyjskie Wyspy Podwietrzne
  - 1713–1871 – część koronna kolonii Brytyjskie Wyspy Podwietrzne
  - 1871–1960 – część kolonii Brytyjskie Wyspy Podwietrzne
  - 1960–1967 – kolonia
  - 1967–1983 – autonomia
  - 1983–2002 – terytorium zależne
  - 2002- – brytyjskie terytorium zamorskie
- Kajmany
  - 1670–1958 – część kolonii Jamajka
  - 1958–1962 – prowincja Federacji Indii Zachodnich
  - 1962–1983 – kolonia korony
  - 1983–2002 – terytorium zależne
  - 2002- – brytyjskie terytorium zamorskie
- Dominika
  - 1784–1871 – kolonia
  - 1871–1939 – część kolonii Brytyjskie Wyspy Podwietrzne
  - 1940–1958 – część kolonii Brytyjskie Wyspy Zawietrzne
  - 1958–1962 – prowincja Federacji Indii Zachodnich
  - 1962–1967 – kolonia
  - 1967–1978 – państwo stowarzyszone
  - 1978 – niepodległość
- Grenada
  - 1763–1802 – część kolonii Wyspy Południowokaraibskie
  - 1802–1833 – kolonia
  - 1833–1958 – część kolonii Brytyjskie Wyspy Zawietrzne
  - 1958–1962 – prowincja Federacji Indii Zachodnich
  - 1962–1967 – kolonia
  - 1967–1974 – państwo stowarzyszone
  - 1974 – niepodległość
- Jamajka
  - 1670–1953 – kolonia
  - 1953–1958 – samorządna kolonia
  - 1958–1962 – prowincja Federacji Indii Zachodnich
  - 1962 – niepodległość
- Brytyjskie Wyspy Podwietrzne
  - 1671–1816 – kolonia
  - 1833–1871 – kolonia
  - 1871–1956 – kolonia federalna
  - 1956–1960 – terytorium
  - 1960 – rozwiązane
- Brytyjskie Wyspy Zawietrzne
  - 1833–1956 – kolonia
  - 1956–1960 – terytorium
  - 1960 – rozwiązane
- Montserrat
  - 1632–1667 – część kolonii Antigua
  - 1668–1816 – część kolonii Brytyjskie Wyspy Podwietrzne
  - 1816–1833 – część kolonii Antigua-Barbuda-Montserrat
  - 1833–1956 – część kolonii Brytyjskie Wyspy Podwietrzne
  - 1956–1958 – kolonia
  - 1958–1962 – prowincja Federacji Indii Zachodnich
  - 1962–1967 – kolonia
  - 1967–1983 – państwo stowarzyszone
  - 1983–2002 – terytorium zależne
  - 2002- – brytyjskie terytorium zamorskie
- Wybrzeże Moskitów
  - 1668–1861 – protektorat
  - 1861 – włączone do Nikaragui
- Nevis
  - 1628–1671 – kolonia
  - 1671–1882 – część kolonii Brytyjskie Wyspy Podwietrzne
  - 1882 – połączone z Saint Kitts w Saint Kitts i Nevis
- Saint Kitts
  - 1623–1666 – kolonia
  - 1671–1882 – część kolonii Brytyjskie Wyspy Podwietrzne
  - 1882 – połączone z Nevis w Saint Kitts i Nevis
- Saint Kitts i Nevis
  - 1882–1958 – część kolonii Brytyjskie Wyspy Podwietrzne
  - 1958–1962 – część Federacji Indii Zachodnich
  - 1962–1980 – część kolonii Saint Christopher-Nevis-Anguilla
  - 1980–1983 – państwo stowarzyszone
  - 1983 – niepodległość
- Saint Lucia
  - 1605–1640 – osada
  - 1640 – opuszczona
  - 1803–1838 – kolonia
  - 1838–1958 – część koronna kolonii Brytyjskie Wyspy Zawietrzne
  - 1958–1962 – prowincja Federacji Indii Zachodnich
  - 1962–1967 – kolonia korony
  - 1967–1979 – państwo stowarzyszone
  - 1979 – niepodległość
- Saint Vincent i Grenadyny
  - 1627–1636 – roszczenia brytyjskie
  - 1672 – roszczenia brytyjskie
  - 1763–1776 – kolonia
  - 1776–1833 – kolonia korony
  - 1833–1958 – część kolonii Brytyjskie Wyspy Zawietrzne
  - 1958–1962 – prowincja Federacji Indii Zachodnich
  - 1962–1969 – kolonia
  - 1969–1979 – państwo stowarzyszone
  - 1979 – niepodległość
- Wyspy Południowokaraibskie
  - 1763–1802 – kolonia
  - 1802 – rozwiązane
- Trynidad
  - 1802–1888 – kolonia
  - 1889 – połączony z Tobago w Trynidad i Tobago
- Tobago
  - 1762–1764 – część kolonii Brytyjskie Wyspy Zawietrzne
  - 1764–1781 – kolonia
  - 1803–1833 – kolonia korony
  - 1833–1888 – część kolonii Brytyjskie Wyspy Zawietrzne
  - 1889 – połączone z Trynidadem w Trynidad i Tobago
- Trynidad i Tobago
  - 1889–1958 – kolonia
  - 1958–1962 – prowincja Federacji Indii Zachodnich
  - 1962 – niepodległość
- Tortuga
  - 1631–1635 – kolonia
  - 1635 – zdobyta przez Francję
- Turks i Caicos
  - 1799–1848 – część kolonii Bahamy
  - 1848–1874 – kolonia
  - 1874–1959 – część kolonii Jamajka
  - 1959–1962 – prowincja Federacji Indii Zachodnich
  - 1962–1983 – kolonia korony
  - 1983–2002 – terytorium zależne
  - 2002- – brytyjskie terytorium zamorskie
- Federacja Indii Zachodnich
  - 1958–1962 – federacja kolonii
  - 1962 – rozwiązana

### Ameryka Południowa
- Berbice
  - 1814–1831 – kolonia
  - 1831 – zjednoczone z Demerara-Essequibo w Gujanę Brytyjską
- Demerara-Essequibo
  - 1814–1831 – kolonia
  - 1831 – połączona z Berbice w Gujanę Brytyjską
- Gujana Brytyjska (Gujana)
  - 1831–1961 – kolonia
  - 1961–1966 – samorządna kolonia
  - 1966 – niepodległość jako Gujana

### Region Antarktyczny
- Szetlandy Południowe
  - 1819–1908 – roszczenia brytyjskie
  - 1908 – włączone do Brytyjskiego Terytorium Antarktycznego
- Południowe Orkady
  - 1821–1908 – roszczenia brytyjskie
  - 1908 – włączone do Brytyjskiego Terytorium Antarktycznego
- Ziemia Grahama
  - 1832–1908 – roszczenia brytyjskie
  - 1908 – włączona do Brytyjskiego Terytorium Antarktycznego
- Brytyjskie Terytorium Antarktyczne
  - 1908–1962 – kolonia administrowana przez Falklandy
  - 1962–1983 – kolonia
  - 1983–2002 – terytorium zależne
  - 2002- – brytyjskie terytorium zamorskie
- Ziemia Enderby
  - 1930–1933 – roszczenia brytyjskie
- Ziemia Wiktorii
  - 1841–1933 – roszczenia brytyjskie

### Ocean Atlantycki
- Bermudy
  - 1612–1684 – kolonia
  - 1684–1968 – kolonia korony
  - 1968–1983 – samorządna kolonia
  - 1983–2002 – terytorium zależne
  - 2002- – brytyjskie terytorium zamorskie
- Falklandy
  - 1833–1841 – kolonia
  - 1841–1892 – kolonia korony
  - 1892–1983 – kolonia
  - 1983–2002 – terytorium zależne
  - 2002- – brytyjskie terytorium zamorskie
- Święta Helena
  - 1588–1673 – roszczenia brytyjskie
  - 1673–1815 – własność Brytyjskiej Kompanii Wschodnioindyjskiej
  - 1815–1821 – kolonia korony
  - 1821–1834 – własność Brytyjskiej Kompanii Wschodnioindyjskiej
  - 1834–1983 – kolonia korony
  - 1983–2002 – terytorium zależne
  - 2002- – brytyjskie terytorium zamorskie
- Wyspa Wniebowstąpienia
  - 1815–1922 – kolonia
  - 1922- – dependencja Świętej Heleny
- Tristan da Cunha
  - 1816–1938 – kolonia
  - 1938- – dependencja Świętej Heleny
- Georgia Południowa i Sandwich Południowy
  - 1775–1908 – roszczenia brytyjskie
  - 1908–1985 – dependencja Falklandów
  - 1985–2002 – terytorium zależne
  - 2002- – brytyjskie terytorium zamorskie

### Azja
- Aden (Jemen)
  - 1839–1873 – kolonia podporządkowana Bombajowi
  - 1873–1932 – protektorat
  - 1932–1937 – prowincja Indii Brytyjskich
  - 1937 – podział na Kolonię i Protektorat Adenu
  - 1937–1963 – kolonia korony
  - 1963 – włączony do Federacji Arabii Południowej
- Protektorat Aden
  - 1937–1963 – protektorat
  - 1963 – włączony do Federacji i Protektoratu Arabii Południowej
- Federacja Arabii Południowej
  - 1963–1967 – protektorat
  - 1967 – niepodległość; utworzenie Ludowo-Demokratycznej Republiki Jemenu
- Protektorat Arabii Południowej
  - 1963–1967 – protektorat
  - 1967 – niepodległość; rozwiązanie
- Oman Traktatowy (Zjednoczone Emiraty Arabskie)
  - 1892–1971 – protektorat
  - 1971 – niepodległość jako Zjednoczone Emiraty Arabskie
- Oman
  - 1891–1971 – protektorat
  - 1971 – pełna suwerenność
- Katar
  - 1916–1971 – protektorat
  - 1971 – niepodległość
- Bahrajn
  - 1880–1961 – protektorat
  - 1961–1971 – autonomia
  - 1971 – niepodległość
- Palestyna (Izrael)
  - 1920–1948 – mandat Ligi Narodów
  - 1948 – niepodległość jako Izrael
- Transjordania (Jordania)
  - 1920–1921 – część Mandatu Palestyny
  - 1921–1928 – mandat Ligi Narodów
  - 1928–1946 – protektorat
  - 1946 – niepodległość jako Jordania
- Irak
  - 1920–1932 – terytorium mandatowe Ligi Narodów
  - 1932 – niepodległość
- Kuwejt
  - 1899–1961 – protektorat
  - 1961 – niepodległość
- Afganistan
  - 1839–1842 – protektorat
  - 1879–1919 – protektorat
  - 1919 – niepodległość
- Bengal
  - 1634–1658 – faktorie handlowe
  - 1658–1700 – podporządkowany Madrasowi
  - 1700–1774 – prezydencja
  - 1774–1947 – część Indii Brytyjskich
  - 1947 – podzielony pomiędzy Indie i Pakistan Wschodni
- Surat
  - 1612–1658 – faktoria
  - 1658–1668 – prezydencja
  - 1668 – włączony do prezydencji Bombaju
- Bombaj
  - 1661–1668 – kolonia
  - 1668–1757 – prezydencja
  - 1757 – część Indii Brytyjskich; prezydencja
- Madras
  - 1639–1757 – własność Brytyjskiej Kompanii Wschodnioindyjskiej
  - 1757 – część Indii Brytyjskich; prezydencja
- Indie Brytyjskie (Indie, Pakistan, Bangladesz)
  - 1757–1858 – kolonia; własność Brytyjskiej Kompanii Wschodnioindyjskiej
  - 1858–1947 – kolonia
  - 1947 – niepodległość jako Indie i Pakistan
- Bhutan
  - 1910-1949 – protektorat
  - 1949 – zależne od Indii
- Sikkim
  - 1890-1947 – protektorat
  - 1947 – zależne od Indii
- Birma
  - 1886–1937 – część Indii Brytyjskich
  - 1937–1948 – kolonia
  - 1948 – niepodległość
- Banten
  - 1603–1621 – kontrola brytyjska
  - 1630–1634 – podporządkowane Suratowi
  - 1634–1652 – prezydencja
  - 1652–1682 – podporządkowane Suratowi
  - 1682 – zdobyte przez Holendrów
- Bengkulu
  - 1685–1760 – faktoria i garnizon podporządkowany Madrasowi
  - 1760–1785 – prezydencja
  - 1785–1825 – podporządkowany Bengalowi
  - 1825 – przekazany Holendrom
- Hongkong
  - 1841–1843 – aneksja
  - 1843–1983 – kolonia korony
  - 1983–1997 – terytorium zależne
  - 1997 – zwrócony Chinom jako Specjalny Region Administracyjny
- Straits Settlements
  - 1826–1858 – własność Brytyjskiej Kompanii Wschodnioindyjskiej
  - 1858–1867 – podporządkowane Indiom Brytyjskim
  - 1867–1946 – kolonia korony
  - 1946 – podział pomiędzy Singapur, Związek Malajski oraz Borneo Północne
- Związek Malajski
  - 1946–1948 – kolonia
  - 1948 – przekształcony w Federację Malajską
- Federacja Malajska
  - 1948–1957 – kolonia
  - 1957 – niepodległość
- Borneo Północne
  - 1882–1946 – protektorat
  - 1946–1963 – kolonia korony
  - 1963 – włączone do Malezji
- Sarawak
  - 1842–1946 – protektorat
  - 1946–1963 – kolonia
  - 1963 – włączony do Malezji
- Brunei
  - 1888–1984 – protektorat
  - 1984 – niepodległość
- Singapur
  - 1819–1826 – dzierżawa
  - 1826–1867 – kolonia
  - 1867–1946 – część kolonii Straits Settlements
  - 1946–1959 – kolonia
  - 1959 – niepodległość
- Weihaiwei
  - 1898–1930 – dzierżawa
  - 1930 – zwrócone Chinom

### Ocean Indyjski
- Andamany
  - 1789–1947 – kolonia
  - 1947 – włączone do Indii
- Nikobary
  - 1848–1947 – kolonia
  - 1947 – włączone do Indii
- Wyspy Ashmore i Cartiera
  - 1878–1931 – aneksja
  - 1931 – przekazane Australii
- Brytyjskie Terytorium Oceanu Indyjskiego
  - 1814–1903 – część kolonii Seszele
  - 1903–1965 – część kolonii Mauritius
  - 1965–1983 – kolonia
  - 1983–2002 – terytorium zależne
  - 2002–2025 – brytyjskie terytorium zamorskie
  - 2025 - przekazane Mauritiusowi
- Cejlon (Sri Lanka)
  - 1795–1798 – podporządkowany Madrasowi
  - 1798–1802 – kolonia
  - 1802–1948 – kolonia korony
  - 1948 – niepodległość (od 1972 jako Sri Lanka)
- Wyspa Bożego Narodzenia
  - 1888–1890 – aneksja
  - 1900–1942 – dependencja kolonii Straits Settlements
  - 1945–1946 – administracja wojskowa
  - 1946–1958 – dependencja kolonii Singapur
  - 1958 – kolonia korony
  - 1958 – przekazana Australii
- Wyspy Kokosowe
  - 1825–1831 – osada
  - 1831–1857 – lenno
  - 1857–1878 – kolonia korony
  - 1878–1886 – część kolonii Cejlon
  - 1886–1942 – część kolonii Straits Settlements
  - 1942–1946 – część kolonii Cejlon
  - 1946–1955 – dependencja Singapuru
  - 1955 – przekazane Australii
- Wyspy Heard i McDonalda
  - 1833–1947 – roszczenia brytyjskie
  - 1947 – włączone do Australijskiego Terytorium Antarktycznego
- Malediwy
  - 1796–1953 – protektorat
  - 1953–1954 – republika
  - 1954–1965 – protektorat
  - 1965 – niepodległość
- Mauritius
  - 1810–1968 – kolonia
  - 1968 – niepodległość
- Seszele
  - 1810–1814 – kolonia podporządkowana Mauritiusowi
  - 1814–1903 – kolonia
  - 1903–1970 – kolonia korony
  - 1970–1976 – kolonia samorządna
  - 1976 – niepodległość

### Australia i Oceania
- Australia
  - 1901–1942 – dominium
  - 1942 – niepodległość
- Nowa Południowa Walia
  - 1788–1901 – kolonia
  - 1901 – włączona do Australii
- Lord Howe
  - 1788–1834 – roszczenia brytyjskie
  - 1834–1855 – osada
  - 1855 – włączona do Nowej Południowej Walii
- Australia Południowa
  - 1788–1836 – część kolonii Nowa Południowa Walia
  - 1836–1901 – prowincja
  - 1863–1901 – prowincja
  - 1901 – włączona do Australii
- Queensland
  - 1824–1859 – część kolonii Nowa Południowa Walia
  - 1859–1901 – kolonia
  - 1901 – włączona do Australii
- Wiktoria
  - 1839–1851 – część kolonii Nowa Południowa Walia
  - 1851–1901 – kolonia
  - 1901 – stan Australii
- Kolonia Rzeki Swan
  - 1829–1832 – kolonia
  - 1832 – zmiana nazwy na Australię Zachodnią
- Australia Zachodnia
  - 1832–1901 – kolonia
  - 1901 – włączona do Australii
- Ziemia van Diemena
  - 1803–1825 – część Nowej Południowej Walii
  - 1825–1855 – kolonia
  - 1855 – zmiana nazwy na Tasmanię
- Tasmania
  - 1856–1901 – kolonia
  - 1901 – włączona do Australii
- Wyspa Baker
  - 1886–1934 – roszczenia brytyjskie
  - 1934 – odstąpiona Stanom Zjednoczonym
- Wyspy Bonin
  - 1827–1876 – roszczenia brytyjskie
  - 1876 – aneksja japońska
- Nowa Gwinea Brytyjska
  - 1884–1886 – protektorat
  - 1886–1906 – kolonia
  - 1906 – przekazana Australii; zmiana nazwy na Papuę
- Papua
  - 1906–1949 – kolonia australijska
  - 1949 – połączona z Nową Gwineą Australijską w Terytorium Papui i Nowej Gwinei
- Nowa Gwinea Australijska
  - 1919–1945 – terytorium mandatowe Ligi Narodów (administracja australijska)
  - 1945–1949 – terytorium powiernicze ONZ (administracja australijska)
  - 1949 – połączona z Papuą w Terytorium Papui i Nowej Gwinei
- Terytorium Papui i Nowej Gwinei (Papua-Nowa Gwinea)
  - 1949–1975 – terytorium powiernicze ONZ (administracja australijska)
  - 1975 – niepodległość jako Papua-Nowa Gwinea
- Brytyjskie Terytoria Zachodniego Pacyfiku
  - 1877–1976 – kolonia
  - 1976 – rozwiązane
- Brytyjskie Wyspy Salomona
  - 1889–1893 – protektorat
  - 1893–1971 – część kolonii Brytyjskie Terytoria Zachodniego Pacyfiku
  - 1971–1973 – protektorat
  - 1973–1975 – autonomia
  - 1975 – zmiana nazwy na Wyspy Salomona
- Wyspy Salomona
  - 1975–1976 – autonomia
  - 1976–1978 – samorządna kolonia
  - 1978 – niepodległość
- Wyspy Cooka
  - 1888–1891 – protektorat Królestwo Rarotonga
  - 1891–1900 – federacja
  - 1900 – włączone do Nowej Zelandii
- Fidżi
  - 1874–1877 – kolonia
  - 1877–1952 – część kolonii Brytyjskie Terytoria Zachodniego Pacyfiku
  - 1952–1970 – kolonia
  - 1970 – niepodległość
- Tonga
  - 1889–1900 – protektorat
  - 1900–1952 – część kolonii Brytyjskie Terytoria Zachodniego Pacyfiku
  - 1952–1970 – protektorat
  - 1970 – niepodległość
- Wyspy Gilberta i Lagunowe
  - 1892–1916 – protektorat
  - 1916–1975 – koronna część kolonii Brytyjskie Terytoria Zachodniego Pacyfiku
  - 1975 – podział na Wyspy Gilberta i Wyspy Lagunowe
- Wyspy Gilberta (Kiribati)
  - 1975–1976 – koronna część kolonii Brytyjskie Terytoria Zachodniego Pacyfiku
  - 1976–1979 – kolonia
  - 1979 – niepodległość jako Kiribati
- Wyspy Lagunowe (Tuvalu)
  - 1975–1976 – część kolonii Brytyjskie Terytoria Zachodniego Pacyfiku
  - 1976–1978 – kolonia
  - 1978 – niepodległość jako Tuvalu
- Canton i Enderbury
  - 1889–1939 – roszczenia brytyjskie
  - 1939–1979 – kondominium brytyjsko-amerykańskie
  - 1979 – włączone do Kiribati
- Howland
  - 1886–1935 – roszczenia brytyjskie
  - 1935 – odstąpione Stanom Zjednoczonym
- Jarvis
  - 1889–1935 – aneksja
  - 1935 – odstąpione Stanom Zjednoczonym
- Nauru
  - 1914–1920 – część kolonii Brytyjskie Terytoria Zachodniego Pacyfiku
  - 1920–1942 – terytorium mandatowe Ligi Narodów
  - 1945–1968 – terytorium powiernicze ONZ
  - 1968 – niepodległość
- Nowe Hebrydy (Vanuatu)
  - 1824–1878 – protektorat
  - 1878–1887 – terytorium neutralne
  - 1887–1976 – kondominium; część kolonii Brytyjskie Terytoria Zachodniego Pacyfiku
  - 1976–1980 – kondominium
  - 1980 – niepodległość jako Vanuatu
- Nowa Zelandia
  - 1769–1788 – roszczenia brytyjskie
  - 1792–1835 – część Nowej Południowej Walii
  - 1835–1840 – protektorat
  - 1840–1907 – kolonia
  - 1907–1947 – dominium
  - 1947 – niepodległość
- Niue
  - 1889–1900 – protektorat
  - 1900–1901 – protektorat; część kolonii Brytyjskie Terytoria Zachodniego Pacyfiku
  - 1901 – włączone do Nowej Zelandii
- Palmyra
  - 1889–1898 – aneksja
  - 1898 – włączona do Stanów Zjednoczonych
- Pitcairn
  - 1838–1887 – protektorat
  - 1887–1898 – kolonia
  - 1898–1970 – część kolonii Brytyjskie Terytoria Zachodniego Pacyfiku
  - 1970–1983 – kolonia
  - 1983–2002 – terytorium zależne
  - 2002- – brytyjskie terytorium zamorskie
- Samoa
  - 1889–1900 – protektorat
  - 1900 – aneksja niemiecka
- Sandwich Islands (Hawaje, USA)
  - 1794–1843 – protektorat
  - 1843 – niepodległość
- Tokelau
  - 1889–1898 – protektorat
  - 1898–1916 – protektorat; część kolonii Brytyjskie Terytoria Zachodniego Pacyfiku
  - 1916–1949 – część kolonii Wyspy Gilberta i Lagunowe
  - 1949 – przekazane Nowej Zelandii